# Getto polare

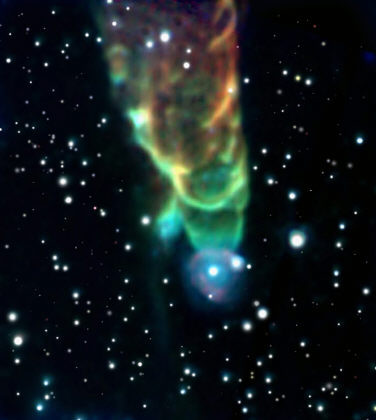
L'oggetto di Herbig-Haro HH49 ripreso dal Telescopio spaziale Spitzer. È ben visibile il getto polare che fuoriesce dalla stella in formazione.

In astronomia un getto polare consiste in flussi di materia emessi da oggetti compatti lungo il loro asse di rotazione. È generato molto spesso da interazioni dinamiche all'interno di un disco di accrescimento. Quando la materia è accelerata a velocità prossime a quella della luce prende il nome di getto relativistico.
I getti polari più imponenti sono osservabili nelle galassie attive come i quasar, ma si riscontrano anche in altri oggetti come le variabili cataclismiche, le binarie X e le stelle T Tauri. Gli oggetti di Herbig-Haro si originano dall'interazione di getti polari, emessi dalle T Tauri, che prendono il nome di flussi molecolari bipolari, col mezzo interstellare.
È un mistero per i fisici in che modo si formino ed acquistino potenza i getti polari. L'ipotesi più accreditata riguarda l'oggetto centrale (ad esempio un buco nero) ed il suo disco di accrescimento. I dischi attorno a molte stelle sono in grado di generare getti, nonostante quelli attorno ai buchi neri siano di gran lunga più veloci ed attivi. L'emissione di getti avviene perché la loro velocità raggiunge quella di fuga dall'oggetto centrale. Ciò fa sì che la velocità di un getto che fuoriesce da un buco nero in accrescimento sia prossima a quella della luce, mentre i getti di una protostella sono molto meno veloci. Tuttavia non sono ancora ben noti i meccanismi attraverso cui un disco di accrescimento generi dei getti: si ritiene a tal proposito che da essi si generino dei campi magnetici che collimano i getti.
Uno dei metodi migliori per comprendere in che modo sono prodotti i getti polari è determinare la loro composizione nella lunghezza d'onda delle onde radio nel momento in cui è possibile osservarli direttamente. Ad esempio il plasma del getto di un buco nero avrà una composizione differente a seconda che provenga dal disco di accrescimento (e allora sarà costituito da elettroni e ioni) o dal buco nero stesso (elettroni e positroni). Il plasma inoltre emette diversi tipi di radiazioni, come i raggi X e le onde radio.